# Pisum
Pisum es un género de leguminosas de la familia de las Fabaceae.

## Descripción
Son plantas herbáceas anuales, trepadoras, muy variables en forma y hábito, glabras. Hojas imparipinnadas; los 3–5 (7) folíolos distales generalmente reducidos a zarcillos trepadores, folíolos normales 2–6, opuestos, ovados, elípticos u obovados, generalmente 1.5–5.5 cm de largo y 1–2 cm de ancho, estipelas ausentes; estípulas foliáceas, ovadas, generalmente más largas que los folíolos, basalmente semicordadas, amplexicaules y dentadas. Inflorescencia flores solitarias o racimos con 2 o 3 flores en el ápice del pedúnculo; cáliz campanulado, 5-lobado, los 2 lobos superiores más anchos; corola 1.5–2 cm de largo, blanca o rosada, estandarte obovado o suborbicular, las alas falcado-oblongas, la quilla encorvada, apicalmente obtusa; estambres 10, diadelfos, el vexilar libre; estilo barbado en la superficie interna. Legumbres oblongas o cilíndricas, más o menos comprimidas o teretes, 2.5–12.5 cm de largo y 1.5–2.5 cm de ancho, rectas o curvadas, carnosas y ceráceas al madurar, dehiscentes; semillas 3–12, forma y tamaño variable.

## Distribución
Nativo del sudoeste de Asia y nordeste de África.

## Ecología
Las especies de Pisum se usan como alimento de larvas de algunos miembros de Lepidoptera:  Bucculatrix pyrivorella,  Hypercompe indecisa, Xestia c-nigrum,  Agrotis segetum.

## Taxonomía
El género fue descrito por Carlos Linneo y publicado en Species Plantarum 2: 727. 1753.
Etimología
Pisum: nombre genérico del nombre latino de la antigua y conocida arveja.

## Especies
Tiene de una a cinco especies, dependiendo de la  interpretación taxonómica:
- Pisum abyssinicum (sin. P. sativum subesp. abyssinicum)
- Pisum fulvum
- Pisum sativum - guisante; está domesticado y es un excelente alimento humano.
  - Pisum sativum subesp. elatius (sin. P. elatius, P. syriacum)
  - Pisum sativum subesp. sativum